# Bicycle
Bicycle Cards - по всему миру известный бренд игральных карт. С 1885 года бренд Bicycle производился компанией United States Playing Company, которая в 1894 году стала компанией United States Playing Card Company (USPCC), теперь базируется в Эрлангере, Кентукки. Bicycle - торговая марка компании. Название Bicycle было выбрано, чтобы отразить популярность велосипеда в конце XIX века.

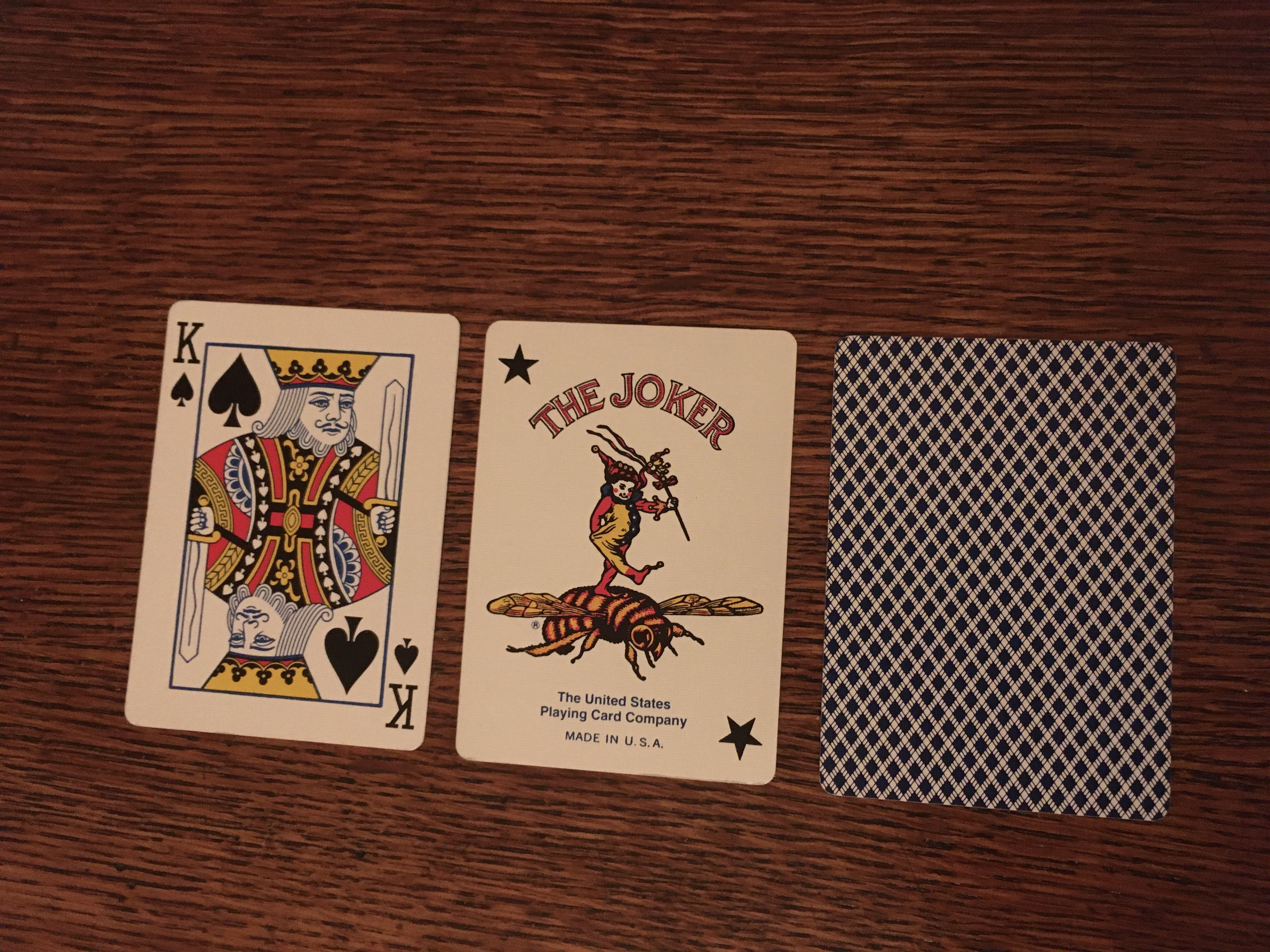
Карты Bee, производимые Bicycle

## История
Компания основана в 1885 году, используется по сей день.

## Дизайн
Карты «Bicycle» соответствуют образцу французской колоды, состоящей из 52 карт (по 13 в каждой из двух красных и двух черных мастей) и включают в себя два джокера. Торговая марка Bicycle нанесена на пиковый туз. Текущие колоды также содержат две карточки с информацией / инструкциями. Игральные карты «Bicycle» продаются в различных дизайнах, самым популярным из которых является Standard (ранее дизайн был назван "Rider Back"). Они доступны со стандартными индексами для размеров покера (3,5 на 2,5 дюйма (8,9 см × 6,4 см)), размера бриджа (3,5 на 2,25 дюйма (8,9 см × 5,7 см)) и колод для игры в пинохле, покерных колод "Jumbo Index" и Карты Lo Vision, предназначенные для слабовидящих. Карты других типов с разными рубашками, размерами, цветами и индивидуальным дизайном производятся для фокусов, а также в качестве новинок и коллекционных предметов.

## Значимость в американских войнах
К концу Первой мировой войны United States Playing Card Company выпустила четыре колоды "War Series" под брендом Bicycle, чтобы представить каждое из ответвлений вооруженных сил США: Flying Ace для ВВС, Dreadnaught для ВМФ, Invincible (он же Conqueror) для морской пехоты и Big Gun для армии. Колоды были напечатаны в 1917 году и, по-видимому, были выпущены крайне ограниченным тиражом, прежде чем были изъяты из обращения. Неизвестно, почему колоды не были распространены, но одна из теорий состоит в том, что они предназначались для распространения среди войск за границей, и USPCC уничтожил их инвентарь боевых колод, когда было объявлено перемирие в 1918 году. Лишь немногие из этих колод существуют сегодня.